# Morskie przejście graniczne Gdynia
Morskie przejście graniczne Gdynia znajduje się w Gdyni i może się na nim odbywać ruch osobowy i towarowy. Przejście obsługuje przede wszystkim ruch graniczny portu morskiego Gdynia.

## Opis przejścia granicznego
Obsługiwane jest przez Morski Oddział Straży Granicznej – Placówka Straży Granicznej w Gdyni. 
W roku 2008 dokonano tu 22,4 tys. przekroczeń granicy. 
W roku 2006 dokonano 587 kontroli jednostek rybackich (statki rybackie, kutry i łodzie) oraz 277 kontroli jachtów i łodzi sportowych.
Przejście zostało formalnie ustanowione w 1961.